# Caloncoba glauca
Caloncoba glauca es una especie de Magnoliopsida del género Caloncoba, de la familia Achariaceae, del orden Malpighiales.

## Distribución
Caloncoba glauca se distribuye por Guinea-Bisáu, Costa de Marfil, Ghana, Togo, Nigeria, Camerún; isla de Bioko (Fernando Poo); Guinea Ecuatorial, Gabón, República del Congo (Brazzaville), República Centroafricana y República Democrática del Congo (Zaire).

## Taxonomía
Fue descrita científicamente por Palisot de Beauvois. Fue publicado por primera vez por Ernest Friedrich Gilg en la revista Botanische Jahrbücher für Systematik, volumen 40, página 459, en 1908.